# Melissodes scotti
Melissodes scotti är en biart som beskrevs av Cockerell 1939. Melissodes scotti ingår i släktet Melissodes och familjen långtungebin. Inga underarter finns listade i Catalogue of Life.